# Chakrit Rawanprakone
Chakrit Rawanprakone (thailändisch ชาคริต ระวันประโคน, * 3. März 1991 in Buriram) ist ein thailändischer Fußballspieler.

## Karriere
Chakrit Rawanprakone erlernte das Fußballspielen in der Schulmannschaft der Suankularb Wittayalai School sowie in der Jugendmannschaft vom Erstligisten Muangthong United. Hier unterschrieb er 2009 auch seinen ersten Profivertrag. Da er bei Muangthong nicht zum Einsatz kam, wurde er die Saison 2010 an den Zweitligisten Phuket FC ausgeliehen. Über die Station Buriram FC wechselte er 2012 zum Zweitligisten Ratchaburi Mitr Phol nach Ratchaburi. Für Ratchaburi spielte er zwei Jahre. 2014 unterschrieb er einen Vertrag beim Zweitligisten Nakhon Pathom United FC. 2015 wechselte er zum Ligakonkurrenten TTM FC. Nach dem Abstieg von TTM ging er 2016 nach Nakhon Ratchasima, wo er sich dem Erstligisten Nakhon Ratchasima FC anschloss. 2018 verließ er Korat und schloss sich dem Ligakonkurrenten Port FC aus Bangkok an. 2019 wurde er an den Zweitligisten MOF Customs United FC, einem Verein, der ebenfalls in Bangkok beheimatet ist, ausgeliehen. Für die Customs bestritt er 23 Zweitligaspiele. Ende November 2019 kehrte er nach der Ausleihe zu Port zurück. Ende Juni 2020 wurde sein Vertrag aufgelöst. Am 1. Juli 2020 unterschrieb er einen Vertrag in Kanchanaburi beim Muangkan United FC. Am Ende der Saison 2020/21 wurde er mit dem Verein Meister der Region. In den Aufstiegsspielen zur zweiten Liga wurde belegte man den zweiten Platz und stieg somit in die zweite Liga auf. Nach dem Aufstieg verließ er Kanchanaburi und ging nach Khon Kaen. Hier schloss er sich dem Zweitligisten Khon Kaen FC an. Am Ende der Saison 2021/22 musste er mit dem Verein aus Khon Kaen als Tabellenvorletzter in die dritte Liga absteigen. Für den Absteiger stand er 32-mal in der Liga auf dem Spielfeld. Ende Juli 2022 unterschrieb er einen Vertrag beim Bangkoker Zweitligisten Kasetsart FC. Nach 15 Ligaspielen wurde sein Vertrag nach der Hinrunde im Dezember 2022 nicht verlängert. Im Januar 2023 verpflichtete ihn der Drittligist Dragon Pathumwan Kanchanaburi FC. Mit dem Verein aus Kanchanaburi spielte er in der Western Region der Liga. Dort kam er bis zum Saisonende auf fünf Ligapartien und in der Saison 2023/24 kam er noch in acht Partien für den Drittligisten TPF Uttaradit FC zum Einsatz.

## Erfolge
Muangthong United
- Thailändischer Meister: 2009

Ratchaburi Mitr Phol
- Thailändischer Zweitligameister: 2012  ▲
- Thailändischer Ligapokalfinalist: 2012

Muangkan United FC
- Thai League 3 – West: 2020/21
- Thai League 3 – National Championship: 2020/21 (2. Platz)  ▲